# ウォルト・ディズニー・コア・スタジオ
ウォルト・ディズニー・コア・スタジオ（Walt Disney Core Studios）は、ウォルト・ディズニー・スタジオ所有の映画製作で、ウォルト・ディズニー・カンパニーの完全子会社である。また、同社はディズニー・コア（スタジオ）サービスとも呼ばれている。

## 歴史
- 1959年にウォルト・ディズニーは小さな面積、上の多くの自然環境を持つ大規模なゴールデンオークランチの土地を購入した。
- 1996年にウォルト・ディズニー・カンパニーがABCを買収したとき、2002年に改装され、ディズニー・プロスペクト・スタジオに改名された。
- 2001年、ディズニーは、上のABCのためにスタジオを開設タイムズスクエアにニューヨークに、タイムズスクエア・スタジオを設立した。
- 2009年10月29日、ゴールデンオークランチハイウェイ沿いに映画スタジオの数を増加させる計画を発表した。

## 姉妹スタジオ
- ディズニー・プロスペクト・スタジオ（ロサンゼルス）
- ディズニー・ゴールデン・オークランチ（ロサンゼルス）
- タイムズスクエア・スタジオ